# Alexej Titarenko

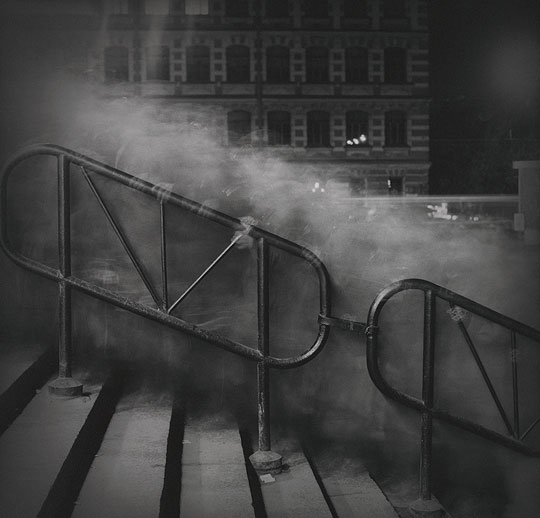
Alexej Titarenko: Petrohrad, 1992, z cyklu Město stínů

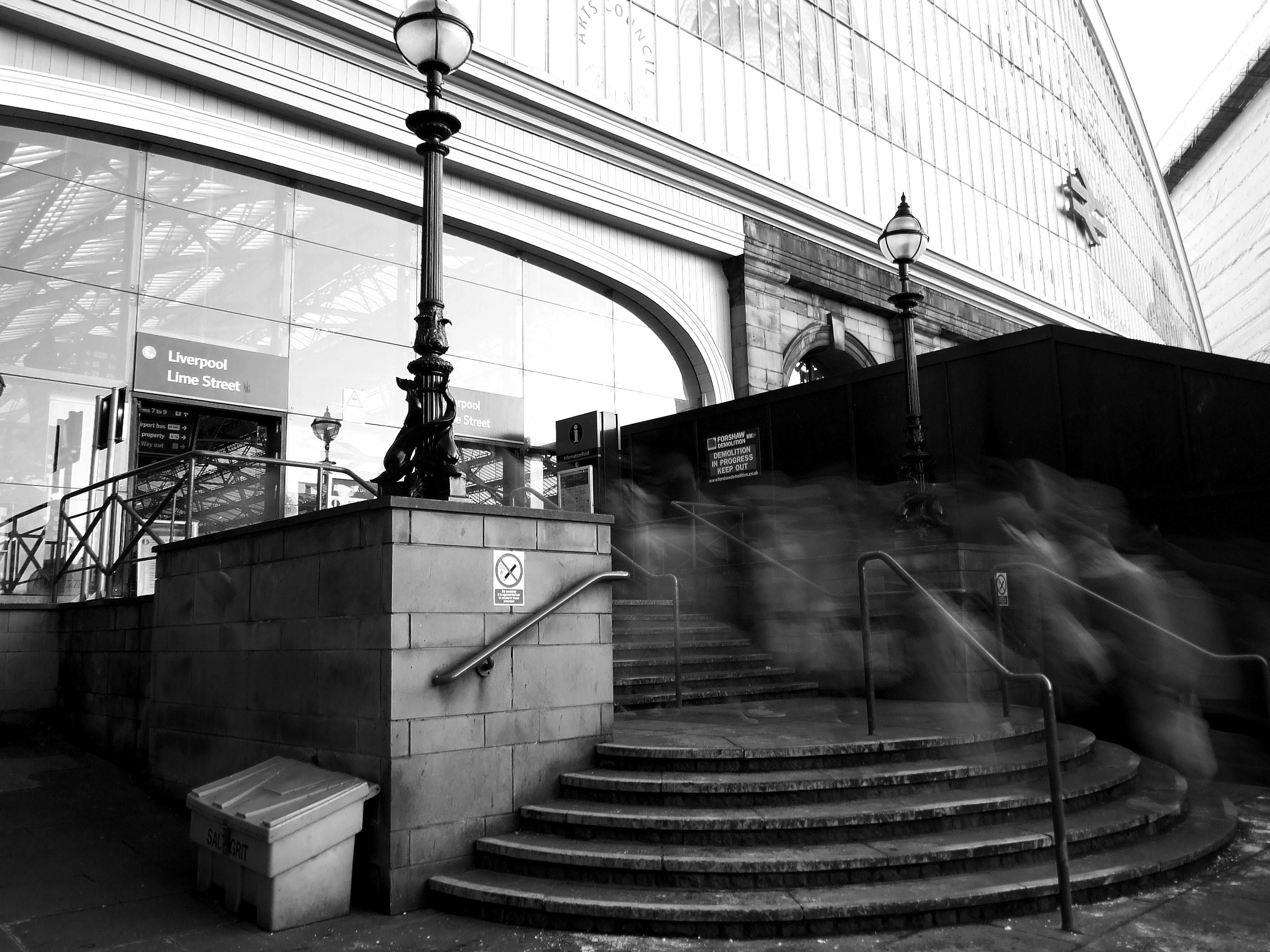
The Ghosts of Lime Street

Alexej Viktorovič Titarenko (rusky Алексей Викторович Титаренко; * 1962 Leningrad, SSSR, nyní Petrohrad, Rusko) je Ruština (a později, naturalizovaný Američan) fotograf a umělec.

## Životopis
Ve svých 15 letech se stal nejmladším členem nezávislého fotoklubu Zrcadlo (Zerkalo). Posléze pokračoval studiem na katedře filmového a fotografického umění na akademii v Leningradu. Jeho série koláží a fotomontáží "Nomenklatura znamení" (poprvé vystavená v roce 1988 v Leningradě) byla komentářem ke komunistickému režimu jako represivnímu systému, který převádí občany na pouhé znaky. V roce 1989 byl tento cyklus zařazen do souboru Photostroyka, hlavní přehlídky nové sovětské fotografie, která cestovala po USA.
Po pádu Sovětského svazu v roce 1991, pořídil několik sérií fotografií o stavu ruských lidí během této doby a utrpení, které měli vydržet po celé dvacáté století. Pro ilustraci vazeb mezi přítomností a minulostí, vytvořil silně působící metaforu tím, že využil dlouhé expozice do pouličních fotografií.
Nejznámější sérií z tohoto období je Město stínů, jehož městské krajiny pocházejí Oděského schodiště (také známého jako Potěmkinovy schody), scény z filmu Sergeje Ejzenštejna Křižník Potěmkin inspirovaný hudbou s Dmitrije Šostakoviče a romány Fjodora M. Dostojevského. Také převáděl Dostojevského vizi ruské duše do poetických a někdy i dramatických obrazů svého rodného města Petrohradu.
Titarenko otisky jsou jemně crafted v temné komoře. Bělení a tónování přidat hloubku jeho nuancí paletu šedé, čímž každé tiskové jedinečný výklad svých zkušeností a imbuing svou práci s osobním a emotivním vizuální charakter. Tento konkrétní krása byla nedávno zdůrazněno v průběhu výstavy z jeho tisků z Havana série v J.Paul Getty Museum of Fine Arts (Los Angeles, květen - říjen 2011).

## Monografie
- Bauret, Gabriel. "Alexei Titarenko." Galerie Municipale de Chateau d'Eau, Toulouse, 2000, ISBN 2-913241-20-4
- Tchmyreva, Irina. "City of Shadows." Art-Tema, Saint Petersburg, 2001, ISBN 5-94258-005-7
- Bauret, Gabriel. "Fragments of the discourse on a photographic oevre." Nailya Alexander, Washington D.C., 2003, ISBN 0-9743991-0-8
- "Alexey Titarenko : The City is a Novel." DAMIANI, 2015, ISBN 978-88-6208-414-7